# 比亞瓦河 (維斯瓦河支流)
49°56′51″N 19°01′34″E / 49.947460°N 19.026153°E

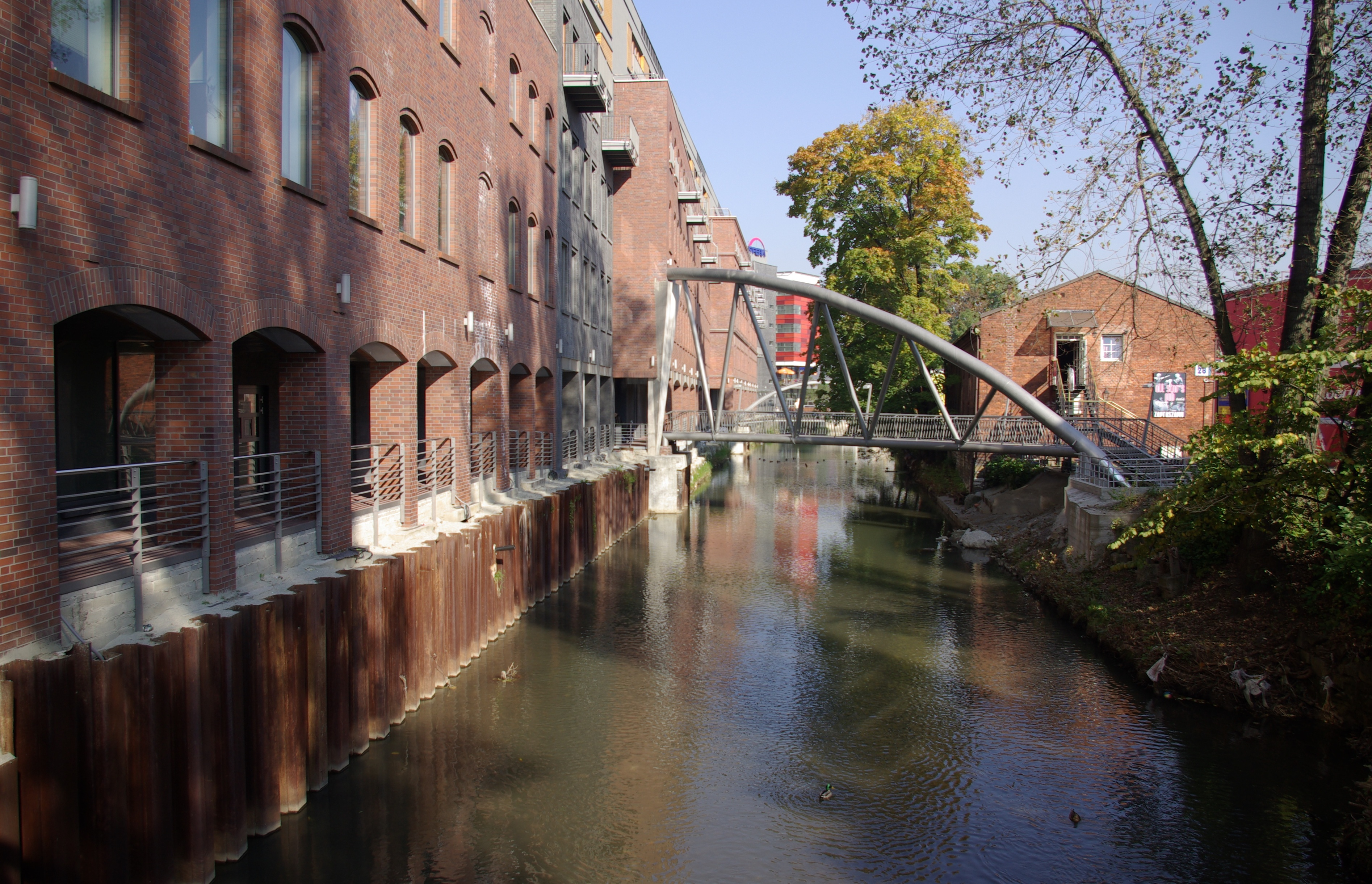

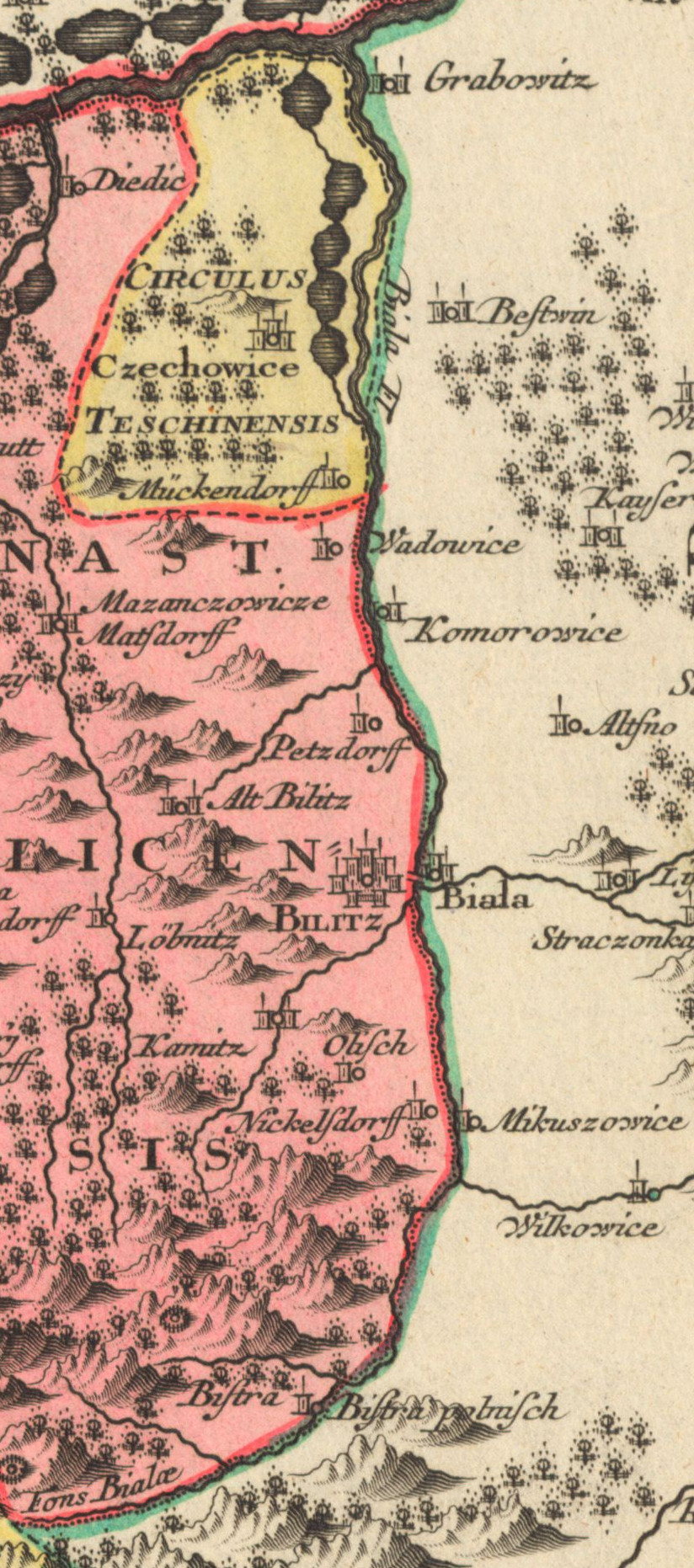

比亞瓦河是波蘭的河流，位於該國南部，屬於維斯瓦河的右支流，河道全長29公里，流域面積139平方公里，是別爾斯科-比亞瓦的主要河流。